# エジプト第21王朝
エジプト第21王朝（エジプトだい21おうちょう、紀元前1069年 - 紀元前945年）は、第3中間期の古代エジプト王朝。主に下エジプトと上エジプト北部を統治し、南のアメン大司祭国家にも姻戚関係を通じて権威を及ぼした。新王国時代に比較して明らかに建造物の規模などが小さくなっており国力の弱体化を推測させるが、完全に無傷な状態で発見されたプスセンネス1世王墓が残されている。都をタニスに置いたことからタニス朝とも呼ばれる。

## 歴史
第21王朝時代の歴史を記す史料は少なく、成立の経緯も詳らかではない。ただ、王朝開始の年代を紀元前1069年におくことはある程度広い支持を集めている。第20王朝の末期、第20王朝のラムセス11世とは別に上エジプトのテーベ（古代エジプト語：ネウト ）にあるアメン神殿を中心にアメン神官団が事実上の独立勢力（アメン大司祭国家）を築き上げていた。そして下エジプトではスメンデス1世が独自にタニス市から海岸に至る三角州地帯を勢力下においていった。スメンデス1世はアメン大司祭国家がシリアに向けて派遣した使者ウェンアメンが記した報告書『ウェンアメンの物語』に、事実上の下エジプト王として登場するネスーバネブジェドと同一人物であると考えられている。彼の経歴は不明であるが、ラムセス11世の時代に軍司令官の座についていた。そしてラムセス11世の死後、その娘を娶って王位を確立したと言われている。
スメンデス1世は第20王朝時代に王宮がおかれたペル・ラムセス（ラムセス市）を始めとした各地の古い建造物を解体し、その建材を使って新たな首都タニスを大改修して首都に相応しい都市に作り変えた。こうして根拠地を安定させた彼は、上エジプトのアメン大司祭国家に対しても権威を主張し、限定的ながらこれを認めさせることに成功した。このことは彼がテーベのカルナック神殿で建築活動を行っていることなどから確認される。
スメンデス1世死後、王位を継承したのはかつてのアメン大司祭ヘリホルの息子アメンエムニスウであった。彼の即位を巡っては激しい角逐があり、即位に反対した多くの人物がリビアへと追放された。
アメンエムネストの治世は短く、次いでプスセンネス1世が即位した。彼もアメン大司祭パネジェム1世の息子であり、母は第20王朝のラムセス11世の娘であった。プスセンネス1世の時代にはかつてアメンエムニスウ即位に反対して追放された人々の帰国が許可され、タニス政府とアメン神殿の間で関係改善が図られた。プスセンネス1世の娘イシスエムケブと、アメン大司祭メンケペルラーの間では婚姻が成立し、こうした濃密な血縁関係によって南北の王家の間に協力関係が構築された。このことはタニスで旧来崇拝されていたステク（セト）神や、アジア起源のアスタルテ女神に変わってテーベの神であるアメン神、ムト神、コンス神の神殿が建てられたことなどからも証明される。
プスセンネス1世の長い治世の後、王子アメンエムオペトが、次いで大オソルコンと呼ばれた王が即位したものの、彼らの治世に関する具体的な記録はほとんど無い。
その後即位したシアメン王はパレスチナ地方の動乱に介入したかもしれない。旧約聖書サムエル記に登場する「エジプト人」、或いは列王記に登場し、カナン人の都市ゲゼルを攻略し、持参財としてソロモンの妃となったエジプト王女に与えたという王はシアメンにあたると言われている。シアメンの王名が各地の記念碑文などに残されており、彼は比較的強力な王であったといわれている。
最後の王プスセンネス2世の治世についてもやはり詳細はわかっていない。彼は娘を傭兵としてエジプトのブバスティスに定住していたリビアの有力者シェションクと結婚させた。この婚姻を軸にシェションクは軍司令官として勢力を拡張し、やがてはその血縁をもってエジプトの王位を主張、第22王朝を開き、第21王朝の勢力を継承した。

## プスセンネス1世王墓

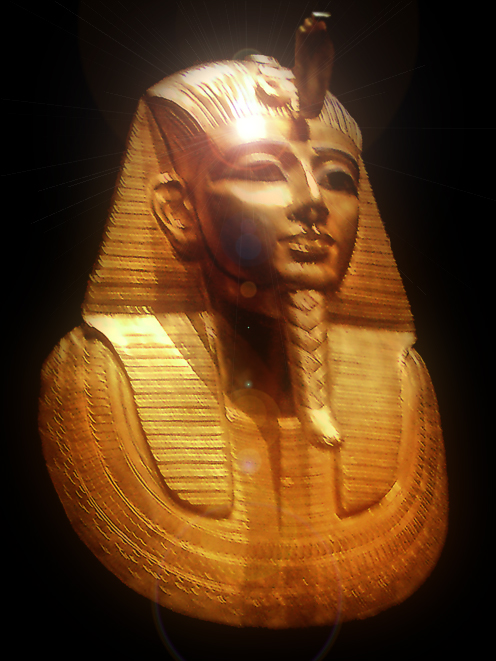
プスセンネス1世の黄金のマスク。エジプト考古学博物館（カイロ）収蔵。

タニスで発掘を行っていたフランス人学者ピエール・モンテは、1939年から1940年にかけての発掘でプスセンネス1世の王墓を発見した。このプスセンネス1世王墓こそは古代エジプトにおいて現存する唯一の未盗掘王墓である。トゥトアンクアメン（ツタンカーメン）王墓でさえ、小規模ながら2度の盗掘を受けており、極めて貴重な事例である。
プスセンネス1世のミイラが納められた赤花崗岩の石棺は王家の谷にある第19王朝のメルエンプタハの石棺を再利用したものであった。また、その内側の黒花崗岩の石棺も、所有者不明ながら新王国時代の王の石棺を再利用したものである。このことは2つの事を立証する。1つはテーベに隣接する王家の谷から資材を得ることができたことから、プスセンネス1世がアメン大司祭国家とかなり友好的な関係、或いはそれに対する権威を保持しえていたことである。もう1つは王家の谷から「公権力」によって盗掘が行われていた事実であり、その他の副葬品にも再利用物が含まれている。
プスセンネス1世王墓には王妃ムトノジメトの埋葬室も作られたが、面白いことに発見された時ムトノジメトの埋葬室に眠っていたのはムトノジメトではなく、その息子であるアメンエムオペトであった。更に他の幾つかのミイラがこの王墓から発見されており、恐らく崩壊しかけた墓に埋葬されたミイラが次々とこの王墓に運び込まれたものと推定される。

## 歴代王
第21王朝の王に関しては、マネトの記録による王名が慣習的に用いられている例が何件かある。以下の一覧はマネトが記録した歴代王の一覧である。
- スメンデス1世（在位26年間）
- ネフェルケレス（在位4年間）
- プスセンネス1世（在位46年間）
- アメノフティス（在位9年間）
- オソコル（在位6年間）
- プシナケス（英語版）（在位19年間）
- プスセンネス2世（在位14年間）

一方同時代史料などから復元される歴代王の一覧は以下の通りである。なお王名は原則として「即位名（上下エジプト王名）・誕生名（ラーの子名）」の順で記す。イコールで結ばれた名前は全て即位名であり、括弧内にはマネトの王一覧との対応を記す。また在位年代は全て参考文献『ファラオ歴代誌』の記述によるが、年代決定法その他の問題から異説があることに注意されたい。
- ヘジケペルラー＝セテプエンラー・ネスバネブジェド（スメンデス1世 前1069年 - 前1043年）
- ネフェルカラー＝ヘカウアスト・アメンエムニスウ（ネフェルケレス 前1043年 - 前1039年）
- アアケペルラー＝セテプエンアメン・パセバカエムニウト1世（プスセンネス1世 前1039年 -前991年）
- ウセルマートラー＝セテプエンアメン・アメンエムオペト（アメノフティス 前991年 - 前984）
- アアケペルラー＝セテプエンラー[6]（オソコル 前984年 - 前978年）
- ネチェルケペルラー＝セテプエンアメン・サアメン（英語版）（プシナケス 前978年 - 前959年）
- ティトケペルウラー＝セテプエンラー・パセバカエムニウト2世（プスセンネス2世 前959年 - 前945年）

## 注
1. ↑  参考文献『考古学から見た古代オリエント史』の記述による。
2. ↑  紀元前3世紀のエジプトの歴史家マネトの記録ではディオスポリスマグナと呼ばれている。これはゼウスの大都市の意であり、この都市がネウト・アメン（アメンの都市）と呼ばれたことに対応したものである。この都市は古くはヌエと呼ばれ、旧約聖書ではノと呼ばれている。ヌエとは大都市の意である。新王国時代にはワス、ワセト、ウェセ（権杖）とも呼ばれた。
3. ↑  この神はアジア起源のバアル神と同一視された。
4. ↑  この時代に関する旧約聖書の史実性については古代イスラエルに関する該当記事を参照。
5. ↑  旧約聖書ではシシャク、マネトの記録にはセソンキスの名で言及されている。
6. ↑  誕生名（ラーの子名）は不明。大オソルコンの名で知られている。